# フリードリヒのえいよ座

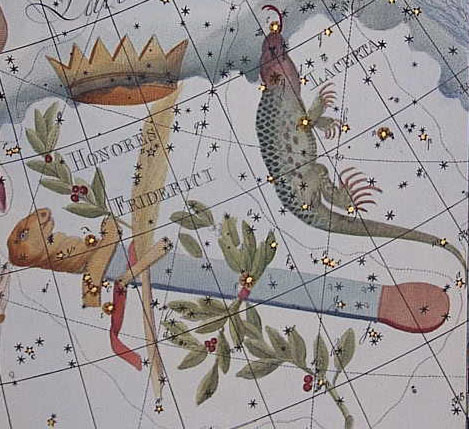
ボーデの星図に描かれた
フリードリヒのえいよ座

フリードリヒのえいよ座（フリードリヒのえいよざ、フリードリヒの栄誉座、Honores Friderici、Frederici Honores、Gloria Frederici）は、現在使われていない星座の1つ。
1787年に、前年に死去したプロイセンのフリードリヒ大王を称えるためヨハン・ボーデが作った星座である。最初はドイツ語の Friedrichs Ehre と名付けていたが、1801年に刊行した「ウラノグラフィア」ではラテン語化した Honores Friderici としている。
現在のとかげ座とアンドロメダ座の右腕の間に差し込むように設けられた。この領域には、フランスの天文学者ロワイエもルイ14世を称えるためにおうしゃく座を設けていたが、いずれの星座も現行の88星座には含まれていない。